# فاليري شماروف
فاليري شماروف مواليد 23 فبراير 1965 في فورونيج، الجمهورية الروسية السوفيتية الاتحادية الاشتراكية، هو لاعب كرة قدم روسي دولي سابق كان يلعب كمهاجم.

## المسيرة الاحترافية

### أندية لعب لها
- نادي سيسكا موسكو
- سبارتاك موسكو
- نادي كارلسروه
- أرمينيا بيليفيلد
- أرسنال تولا

## روابط خارجية
- فاليري شماروف على موقع دوري كوريا الجنوبية (الإنجليزية)
- فاليري شماروف على موقع قاعدة بيانات كرة القدم.إي يو (الإنجليزية)
- فاليري شماروف على موقع ناشيونال فوتبول تيمز (الإنجليزية)
- فاليري شماروف على موقع عالم كرة القدم.نت (الإنجليزية)